# Poesia
Poesia est une maison d'édition fondée en 2010 en Finlande. 

## Description
Poesia est basé sur le modèle de production collaborative et plusieurs publications sont disponibles librement sur Internet,.